# نیوبرلینگتون، شهرستان همیلتون، اوهایو
نیوبرلینگتون (به انگلیسی: New Burlington) یک منطقهٔ مسکونی در ایالات متحده آمریکا است که در شهرستان همیلتون، اوهایو واقع شده‌است. نیوبرلینگتون ۷٫۹ کیلومتر مربع مساحت و ۵٬۰۶۹ نفر جمعیت دارد و ۲۴۹٫۹۴ متر بالاتر از سطح دریا واقع شده‌است.